# Aenesidemus
Aenesidemus, taktéž Ainesidémos z Knóssu (řecky Αἰνησίδημος), byl starořecký filozof, představitel mladší pyrrhónské skepse. Žil zhruba v 1. století př. n. l., ale šíře odhadů datace je až 250 let. Narodil se v Knóssu na Krétě, později žil v egyptské Alexandrii, kde silně ovlivnil Cicerona. O jeho životě nevíme téměř nic. Naopak mnoho známe o jeho filozofických pracích. Na rozdíl od staršího pyrrhonismu, se mladší pyrrhonismus proslavil teoretickým zdůvodněním skepticismu.
Původně byl členem platónské Akademie, v době, kdy v ní převládal skepticismus. Když převládly jiné směry, Aenesidemus ji opustil s tím, že v ní zvítězili "Stoikové ve sporu se stoiky" a založil vlastní školu, která si dala do názvu jméno Pyrrhóna z Élidy. Nejslavnější Aenesidemovou prací byla kniha Pyrrhôneoi logoi (Πυρρώνειοι λóγοι). V ní definoval pojem epoché i deset důvodů, proč je epoché nevyhnutelné, tzv. deset tropů, které by měly pomoci v úsudku v jakékoli situaci, a které jsou jakýmisi zásadami relativismu a odvislosti všeho od kontextu. Diogenes Laertius je připisoval samotnému Pyrrhonovi, historici se však dnes přiklánějí k tomu, že jejich autorem je Aenesidemus. Tropy se zachovaly v díle Fotiově (Myriobiblion). Byl též odpůrcem důvěry v kauzalitu, "příčina" podle něj neexistuje sama o sobě (nebo to nemůžeme vědět), je jen konstruktem lidské mysli. Připisuje se mu autorství hlavní zásady skepticismu: panti logo logos antikeitai ("Ke každému argumentu lze přiřadit protiargument se zcela stejnou vahou").
Hlavní jeho dílo se nazývá „Pyrrhónské rozpravy v osmi knihách (Pyrrhoneioi logoi októ biblia), jež se dochovalo z přepisu Fótia. Přepis zřejmě neobsahuje žádné znatelnější zkreslení. V první knize spisu je vůbec poprvé rozlišeno mezi pyrrhónskou a akademickou skepsí. Druhá kniha obsahuje rozpory v pojmech. Třetí kniha s věnuje problému myšlení a smyslového poznání. Čtvrtá je o nemožnosti poznání boha, světa i přírody. Pátá kniha se týká pojmu příčiny, 6-8. kniha pak problematiky etické skepse. Součástí rozprav je i slavných „10 trópů“ (výroků zpochybňující platnost absolutního poznání), což znamená důležité přetavení skepse do filozofické koncepce. Celkovou spojnici těchto problémů tvoří princip, kvůli němuž je Ainesidémos často citovaný jako předchůdce moderní filozofie: je to princip kauzality. Pravděpodobně právě tato analýza inspirovala Huma a následně Kanta.
Další významná díla nesou název O moudrosti (Peri sofias) a Pyrrhónské náčrtky (Hypotýpóseis eis ta Pyrrhoneia).
Mezi žáky jeho školy patřili: Antiochos z Askalonu, Menodoton z Nikomédie, Theodas, Hérodotos, Agrippa a další. Všichni zmínění jsou empiričtí lékaři, kteří se při léčení nemoci vždy zaměřovali na symptomy. Příčiny jsou totiž neviditelné a nezjistitelné. Zřetelná je zde tak návaznost na Pyrrhóna a jeho tezi, že platí pouze fainómena, tedy to, co se jeví. Podstata, esence, metafyzický základ jevu je naproti tomu nepoznatelný.

## Deset tropů
- Pocity a vnímání všech živých bytostí se liší.
- Lidé mají fyzické i psychické rozdíly, díky kterým se každému věci jeví jinak.
- Každý lidský smysl poskytuje jiný dojem z věcí.
- Naše vnímání závisí na podmínkách v době vnímání, vnějších i vnitřních.
- Věci vypadají jinak z různých úhlů a různých vzdáleností.
- Věci nelze vnímat přímo, vždy jen skrze nějaké médium (například vzduch).
- Věci vypadají pokaždé jinak - v závislosti na jejich aktuální teplotě, pohybu atp.
- Jinak vnímáme věci známé a jinak neznámé.
- Ke každé věci přistupujeme s předpokladem a očekáváním, které odkazují k nám, nikdy k věci samotné.
- Názory, zvyky a způsoby vnímání jsou různé v různých zemích a závisí na tradici.